# Google Ads
Google Ads (anteriorment conegut com a Google AdWords, abans del 24 de juliol de 2018) és una plataforma de publicitat en línia desenvolupada per Google, on els anunciants paguen per mostrar als usuaris d'Internet  anuncis, ofertes de serveis, llistes de productes, continguts de vídeo, i instal·lacions d'aplicacions de mòbil dins de la xàrcia d'anuncis de Google. Es poden publicar anuncis tant en els resultats del motor de cerca de Google Search (la xàrcia de cerca de Google) com en llocs web que no facen cerques, aplicacions de mòbil i vídeos (la xàrcia de display publicitari de Google).